# Racionalno načrtovanje učinkovin
Racionálno načrtovánje učinkovín je računalniško podprt postopek načrtovanja zdravilnih učinkovin, pri katerem se uporabljajo podatki o trirazsežni strukturi receptorskega mesta, pridobljeni s kristalografijo, s študijami z jedrsko magnetno resonanco ali sorodnimi metodami, oziroma podatki o naravnih ligandih. Računalnik nato izbere tiste molekule, ki bodo najverjetneje tvorile interakcije z receptorjem. Gre torej za načrtovanje nove učinkovine na osnovi poznavanja biološke tarče.

## Ozadje
Učinkovine kot nosilke zdravilnega učinka zdravila so običajno male organske molekule, ki bodisi aktivirajo bodisi zavrejo določeno biološko molekulo, imenovano biološka tarča (ki je po strukturi običajno beljakovina), kar pa nato izzove terapevtski učinek pri bolniku. Pri racionalnem načrtovanju učinkovin gre za iskanje ustrezne male molekule, ki se po obliki in glede na električni naboj prilega biološki tarči in se nanjo veže.

## Vrste racionalnega načrtovanja zdravil
Obstajata dve osnovni vrsti racionalnega načrtovanja zdravil:
- načrtovanje na osnovi ligandov (angl. ligand-based drug design, LBDD )
- načrtovanje na osnovi strukture tarče (angl. structure-based drug design, SBDD)

### Načrtovanje na osnovi ligandov
Načrtovanje učinkovin na osnovi ligandov (ali posredno načrtovanje učinkovin) temelji na poznavanju drugih molekul (ligandov), ki se vežejo na preučevano biološko tarčo. S pomočjo znanih ligandov raziskovalci ugotavljajo, katere strukturne značilnosti molekule (farmakofori) so nujne za vezavo na tarčo. Z drugimi besedami, raziskovalci ugotavljajo model biološke tarče na osnovi poznavanja spojin, ki se nanjo vežejo (in ne poznavanju strukture same tarčne molekule). S pridobljenimi podatki lahko izpeljejo kvantitativno razmerje med strukturo in delovanjem (QSAR), torej povezavo med izračunanimi lastnostmi molekule in njeno eksperimentalno določeno biološko aktivnostjo. S poznavanjem kvantitativnega razmerja med strukturo in delovanjem pa lahko nato napovedo aktivnost novih molekulskih analogov le na poznavanju njihove strukture.

### Načrtovanje na osnovi strukture tarče
Načrtovanje učinkovin na osnovi strukture tarče (ali neposredno načrtovanje učinkovin) temelji na poznavanju terciarna struktura|terciarne strukture nbiološke tarče, ki jo ugotovijo z rentgensko kristalografijo ali jedrsko magnetno resonanco. Če je trirazsežna struktura tarče znana, sledi virtualno rešetanje – računalniško iskanje biološko aktivnih
molekul v obširnih podatkovnih knjižnicah sintetiziranih in/ali virtualnih spojin. Pri poznavanju strukture tarče je največkrat uporabljena metoda virtualnega rešetanja sidranje molekul v aktivno mesto receptorja in ocena vezavne afinitete sidranih konformacij.

## Primeri učinkovin
Prvo registrirano zdravilo z učinkovino, pridobljeno s pomočjo racionalnega načrtovanja, velja zaviralec ogljikove anhidraze dorlozamid, ki je prejel dovoljenje za promet leta 1995. Sledila so mnoga zdravila; med pomembnejšimi so na primer zaviralci HIV-proteaze (nelfinavir, amprenavir in lopinavir), nevraminidaze (zanamivir in oseltamivir), trombina (ksimelagatran in dabigatran) ter imatinib (učinkovina za zdravljenje kronične mieloidne levkemije).